# Gérard de Nerval
Gérard de Nerval, pseudonym för Gérard Labrunie, född 22 maj 1808 i Paris, död där 26 januari 1855 (självmord), var en fransk författare, kulturpersonlighet och översättare. Han är en av romantikens främsta företrädare i Frankrike.

## Liv och verksamhet
Två år efter Gérard Labrunies födelse dog hans mor i Schlesien, dit hon följt sin make som var militärläkare i Napoleon I:s armé. Den lille Gérard växte upp hos en moster på landet i närheten av Mortefontaine, Oise. När fadern avslutat sin armétjänstgöring 1814 skickades sonen tillbaka till födelsestaden Paris. Han återvände dock flera gånger till platsen för sin uppväxt, både i verkligheten och i sina litterära verk.
Stor uppskattning rönte den 20-årige Gérard Labrunie med sin överföring av Goethes Faust till franska 1828. Han introducerade även Heinrich Heine och E.T.A. Hoffmann för den franska allmänheten. Under 1820-talet inledde han även en livslång vänskap med Théophile Gautier. Senare blev han bekant med Alexandre Dumas d.ä. och anslöt sig till en krets som skulle mynna ut i Club des Hashischins.
Pseudonymen Gérard de Nerval började han använda först mot slutet av 1841. Som författare gjorde han sig känd genom såväl dikter, som teaterstycken och berättelser. Mest känd blev han för Les Filles du feu (1854), en samling berättelser som innehöll bland annat Sylvie, som hade publicerats separat året innan, och Octavie, två berättelser som finns var för sig på svenska. Samlingen avslutades med diktsviten Les Chimères, som också hade publicerats separat året innan, en förtätad sonettcykel som förebådade symbolismen. Den poetisk-hallucinatoriska berättelsen Aurélia ou Le Rêve et la vie, postumt publicerad 1855, var ett riktmärke för surrealismen.
Gérard de Nerval skrev även flera reseskildringar, bland annat Voyage en Orient (1851). Den tillkom efter en resa han företog till Kairo och Beirut. I den ingår hans återberättelser av bland annat historien om när drottningen av Saba besökte kung Salomo.
1841 drabbades de Nerval av ett första nervöst sammanbrott. När hans unga hustru gick bort året därpå försjönk han i melankoli och förde en kringirrande tillvaro. Den psykiska ohälsan återkommer som tema i hans novellsamling Les Illuminés (1852).
I januari 1855 begick de Nerval självmord genom att hänga sig. Han begravdes på Père-Lachaise i Paris.

## Verk (urval)
- Voyage en Orient (1851)  
  - Drottningen av Saba besöker kung Salomo (ill. av Jean Gradassi, översättning Lily Vallquist, Bibliofila klubben, 1952)
- Sylvie (1853) 
  - Sylvie (teckningar av Viggo Thomsen, översättning Sigfrid Lindström, Bibliofila klubben, 1948)
- Les Chimères (1853)
  - Chimärer (översättning Per-Evert Carlsson, Bokbål, 2007)
- Les Filles du feu (noveller, 1854)
  - "Octavie" (en av novellerna) (översättning Kristoffer Leandoer, Hammar, 1990)
- Aurélia ou Le Rêve et la vie (1855) 
  - Aurélia (teckningar av Jan Thomæus, översättning Sigfrid Lindström, Bibliofila klubben, 1947)

### Urval på svenska
- Andra riken (texter i urval och översättning av Kristoffer Leandoer och Kennet Klemets, Bonnier, 2008)